# Der Sittlichkeitsverbrecher
Der Sittlichkeitsverbrecher ist ein Film des Regisseurs Franz Schnyder. Er wurde im Herbst 1962 in der Schweiz gedreht und am 27. März 1963 in Zürich uraufgeführt.
In diesem Aufklärungsfilm werden in vier Episoden reale Fälle von sexuellem Missbrauch von Kindern in Form eines dokumentarischen Spielfilms nachgespielt, mit erklärendem Kommentar eines Erzählers. Das Drehbuch schrieben Richard Schweizer, Wolfgang Menge und Franz Schnyder nach Akten von Strafbehörden. Der Film wurde auch in den Vereinigten Staaten und in der Bundesrepublik Deutschland verliehen, blieb aber ohne Erfolg.

## Handlung
In der ersten Episode wird das fünfjährige Mädchen Claudia aus einer Kleintierhandlung entführt. Die Mutter ruft die Polizei und das Mädchen wird in einem Keller gefunden, es wurde sexuell missbraucht. Die Polizei durchsucht das Geschäft und den Keller nach Spuren, die letztendlich den Täter überführen. Die psychiatrische Untersuchung des Täters wird nachgestellt, seine Verurteilung und der Strafvollzug. Die Aufnahme einer Kastration wird gezeigt und Kriminalstatistiken werden aufgeführt.
In der zweiten Episode missbraucht ein Bauer zwei Mädchen und wird dann von einem Polizisten gestellt.
Die dritte Episode handelt von einem Sohn eines Hausmeisters, der von einem Stickereizeichner missbraucht wird. Vor Gericht kann der Täter nur überführt werden, weil der Junge ein anatomisches Detail des Täters schildert, das von einem männlichen Prostituierten bestätigt wird.
Die letzte Episode schildert den Fall eines vierzehnjährigen Mädchens, das von seinem Stiefvater geschwängert wird.

## Kritik
Hervé Dumont schrieb in seiner Geschichte des Schweizerfilms: „Die einseitige Typologie der Kriminellen (Homosexuelle sind reich und / oder künstlerisch tätig) gibt direkt die Vorurteile der Drehbuchautoren und ihres Publikums wieder“. In der Bundesrepublik Deutschland erhält der Film die Beurteilung Prädikat wertvoll.

«Nach Akten der Züricher Sittenpolizei in vier Episoden gestalteter Aufklärungsfilm über Gefahren und Formen von Sittlichkeitsdelikten und ihre Bekämpfung, insbesondere über den Schutz von Kindern vor Sexualverbrechern. Ein unspekulativ gestalteter, gegen Schluss etwas klischeehafter Appell an Eltern und Erzieher.»